# 硒化镧
硒化镧是一种无机化合物，化学式为La2Se3。它可由镧（或草酸镧）和硒反应，或氧化镧和硒化氢反应得到。它和稀酸反应放出硒化氢。它和五硒化二磷反应，可以得到四硒代磷酸镧（LaPSe4）。